# Червонопоповка
Червонопопо́вка (укр. Червонопопі́вка) — село в Кременском районе Луганской области Украины, административный центр Червонопоповского сельского совета.

## Общие сведения
Население по переписи 2001 года составляло 1042 человека. Почтовый индекс — 92924. Телефонный код — 6454. Занимает площадь 19,502 км². Код КОАТУУ — 4421687301.

## История
Весной 2022 года в ходе российского вторжения на Украину  село было занято российской армией. После деоккупации Лимана 1 октября 2022 года украинские войска предприняли попытку выйти на трассу Кременная-Сватово в районе Червонопоповки, чтобы перерезать сообщение между городами.

## Известные люди
В селе родился Герасименко, Прокопий Михайлович — Герой Советского Союза.